# Plectris depressicollis
Plectris depressicollis är en skalbaggsart som beskrevs av Frey 1967. Plectris depressicollis ingår i släktet Plectris och familjen Melolonthidae. Inga underarter finns listade i Catalogue of Life.